# Hachiōji
Hachiōji (八王子市?, Hachiōji-shi) è una città del Giappone che fa parte dell'agglomerato metropolitano di Tokyo.
Nel 2003, la popolazione cittadina era stimata in 545 695 abitanti, con una densità di 2 928,96 ab./km², su un'area di 186,31 km². Il territorio comunale è l'ottavo per estensione nella Grande Area di Tōkyō.
La città è circondata su tre lati da rilievi montuosi, che costituiscono il bacino di Hachiōji che si apre verso est in direzione di Tokyo. La catena montuosa del sud-ovest include il monte Takao (500 m) ed il monte Jinba (800 m ca.), popolari mete di escursione raggiungibili rispettivamente in treno ed autobus. Due le importanti strade nazionali: la Route 16 e la Route 20, l'ex strada del Kōshū.

## Storia
Nonostante divenne municipalità il 1º settembre 1917,  Hachiōji già nel medioevo fu importante punto di passaggio lungo la Strada del Kōshū, la strada maestra che collegò l'antica Edo (oggi Tokyo) con il Giappone occidentale dal medioevo, assumendo maggiore importanza nel Periodo Edo.
Per breve tempo il castello di Hachiōji (八王子城?, Hachiōji-jō) funse da avamposto militare per l'area. Costruito nel 1584 da Hōjō Ujiteru, venne distrutto nel 1590 quando il generale Toyotomi Hideyoshi tentò la conquista totale del paese. Durante l'Era Meiji, Hachiōji prosperò come importante centro di produzione e filatura della seta. Dopo il declino dell'industria della seta negli anni sessanta, oggi Hachiōji ha assunto la funzione di sobborgo abitativo per i lavoratori di Tokyo ed importante centro per college e università.

## Monumenti e luoghi d'interesse
Hachiōji si estende su un'area di 186,31 km², includendo zone altamente popolate come il centro cittadino e il quartiere commerciale ed aree rurali scarsamente popolate ad ovest.
Popolare meta escursionistica è il monte Takao (599 m) a sud-ovest, facilmente raggiungibile tramite la Linea Keiō Takao. Noti i templi Takao-jinja (高尾神社?) e Takao-san Yakuōin Yūkiji (高尾山薬王院有喜寺?).
Raggiungibile con un'ora di corsa d'autobus dal centro cittadino, il monte Jinba (855 m) è visitato specialmente per la vista panoramica del Fuji.
Dell'antico castello di Hachiōji non rimane traccia. Hachiōji ospita però il mausoleo imperiale (多摩御陵?, Tama Goryō) dove riposano gli imperatori Taishō e Showa.
Presso il Museo Nawa di Hachiōji è conservata l'armatura di Yamagata Masakage, uno dei Ventiquattro generali di Takeda Shingen.

## Infrastrutture e trasporti
Hachiōji è servita dalla linea Chūō JR East e dalla Keio Electric Railway. La JR nella tratta ad est verso la stazione di Shinjuku e Tokyo, ad ovest verso Sagamiko e Kofu. La Keio nella tratta per Shinjuku.
Approssimativamente parallela alla linea Chūō vi è l'autostrada Chūō, a pedaggio e con carreggiate separate. La Route 16 e la Route 20 completano i collegamenti stradali nazionali della città.